# Streets of Rage 3
Streets of Rage 3, i Japan känt som Bare Knuckle III (ベア・ナックルIII?) med undertiteln Tekken Seiten (鉄拳聖典 lit. Iron Fist Scriptures?) före spelsläppet, är ett sidscrollande gå och slå-spel utgivet 1994 till Sega Mega Drive. Spelet släpptes senare genom japanska Sonic Gems Collection till Nintendo Gamecube och Playstation 2, samt till Wii Virtual Console den 24 september 2007. Spelet ingick också i samlingen Sega Mega Drive Ultimate Collection till Xbox 360 och Playstation 3.

## Handling
Mr. X och hans brottssyndikat har startat ett forskningsföretag "Robocy Corporation", för att dölja sina ändamål. Tillsammans med Dr. Dahm försöker de skapa en armé av robotar som skall ersätta tjänstemännen i staden, och på så viss ta makten. För att distrahera polisen har man också placerat ut bomber runtom i staden.
Blaze, Axel och Adam slår sig samman för att stoppa dem. Adam kan dock inte delta på grund av sitt polisarbete, och i stället kommer hans yngre bror, Eddie "Skate" Hunter.

### Fotnoter
1. ↑  Davis, Jeff. ”Interview with Yuzo Koshiro”. Gaming Intelligence Agency. http://archive.thegia.com/features/f010123.html. Läst 27 april 2014.